# Đệ Ngũ Cộng hòa Pháp
Đệ Ngũ Cộng hòa là chế độ cộng hòa của Pháp ngày nay. Đệ Ngũ Cộng hòa được thành lập sau khi Đệ Tứ Cộng hòa sụp đổ vào năm 1958. Đệ Ngũ Cộng hòa có Hiến pháp được soạn thảo năm 1958.
Tính tới nay, Đệ Ngũ Cộng hòa là thể chế tồn lại lâu thứ nhì tại Pháp kể từ sau Cách mạng Pháp. Nó có khoảng thời gian tồn tại chỉ sau Đệ Tam cộng hòa.

## Bối cảnh
Năm 1958, Đệ Tứ Cộng hòa Pháp yếu kém và nội các được thay đổi thường xuyên. Vào thời điểm đó, Pháp rơi vào tình trạng hỗn loạn chính trị do Chiến tranh Algérie. Lãnh đạo thực dân Pháp Jacques Massu và những người khác đã sử dụng sự bất mãn của người dân với chính phủ để kích động một số sĩ quan ở Algiers, Seoul nhằm phát động một cuộc đảo chính vào ngày 13 tháng 5 và các cuộc bạo loạn chống chính phủ cũng nổ ra ở miền Nam nước Pháp vào ngày 25 tháng 5, buộc tổng thống René Coty phải bổ nhiệm Charles de Gaulle, người sau đó không còn chức vụ, làm thủ tướng.
Để giải quyết sự bất ổn chính trị của Cộng hòa thứ tư do việc thực thi thể chế đại nghị, De Gaulle yêu cầu sửa đổi hiến pháp để tăng quyền lực của tổng thống và cơ quan hành pháp. Vào tháng 6 năm đó, Quốc hội đã trao cho de Gaulle toàn quyền trong một lệnh khẩn cấp để xây dựng một hiến pháp mới. Vào ngày 28 tháng 9 năm 1958, Pháp đã tổ chức một cuộc trưng cầu dân ý về hiến pháp, cuối cùng đã được thông qua với 82,60% sự đồng ý. Vào ngày 5 tháng 10, Charles de Gaulle tuyên bố thành lập Cộng hòa Pháp thứ năm. Cuộc bầu cử Quốc hội được tổ chức vào tháng 11 và Quốc phòng Cộng hòa mới, do Charles de Gaulle lãnh đạo, đã giành chiến thắng.
Vào tháng 1 năm 1959, Charles de Gaulle trở thành tổng thống đầu tiên Đệ Ngũ Cộng hòa, thành lập một chính phủ liên minh do "Cộng hòa Dân chủ" lãnh đạo. Vào tháng 3 năm 1962, nền độc lập của Algérie đã được công nhận. Các lãnh thổ ở Châu Phi, ngoại trừ Somalia, được tuyên bố độc lập vào năm 1960, và Pháp chỉ có thể duy trì quan hệ song phương với các hiệp định song phương và hỗ trợ kinh tế. Sau khi thành lập Đệ Ngũ Cộng hòa, tình hình chính trị của Pháp dần ổn định và nền kinh tế của nó phát triển.

## Hệ thống chính trị
Tổng thống Pháp ban đầu được bầu bởi cử tri đoàn. Năm 1962, Charles de Gaulle thay đổi tổng thống thành một cuộc bầu cử công dân trực tiếp với nhiệm kỳ 7 năm. Sau đó, Charles de Gaulle trở thành tổng thống đầu tiên được bầu trực tiếp sau hai vòng bỏ phiếu. Sửa đổi hiến pháp năm 2002 đã rút ngắn bảy năm xuống còn năm năm và có thể được bầu lại nhiều nhất một lần. Cuộc bầu cử tổng thống là một hệ thống tranh cử hai vòng. Các ứng cử viên nhận được hơn một nửa số phiếu trong vòng bỏ phiếu đầu tiên có thể được bầu làm tổng thống. Nếu không có ứng cử viên nào nhận được hơn một nửa số phiếu trong vòng bỏ phiếu đầu tiên, vòng bỏ phiếu đầu tiên sẽ nhận được nhiều phiếu nhất. Hai trong số các ứng cử viên có thể tham gia vòng bỏ phiếu thứ hai và ứng cử viên nào được nhiều phiếu hơn trong vòng bỏ phiếu thứ hai được bầu làm tổng thống.
So với các tổng thống của các nước châu Âu khác, tổng thống Pháp có thẩm quyền giải tán Quốc hội. Tổng thống Pháp có quyền lực lớn hơn các tổng thống của các nước châu Âu khác, bởi vì nhiều nước châu Âu như Đức, Ý, Hy Lạp và Bồ Đào Nha là biểu tượng của tổng thống. Ý nghĩa lớn hơn và không có sức mạnh thực sự.
Đồng thời, Đệ Ngũ Cộng hòa thiết lập tập quán hệ thống hai đầu. Khi đảng của tổng thống chiếm hơn một nửa quốc hội, thủ tướng được chỉ định của tổng thống là đảng của tổng thống và trở thành cơ quan điều hành của tổng thống. Ngược lại, nếu đảng đối lập chiếm hơn một nửa trong Quốc hội, thì tổng thống sẽ chỉ định những người được đảng đối lập bầu làm thủ tướng, và đảng đối lập sẽ cai trị. Thực hành hiến pháp, tổng thống điều hành các vấn đề đối ngoại, và thủ tướng điều hành các vấn đề nội bộ.
Giống như cánh hữu Chirac phục vụ giữa những năm 1986 và 1988 Thủ tướng Chính phủ, nhưng nó đã được tổng thống cánh tả của Đảng xã hội chủ nghĩa của Mitterrand, Pháp đã ba lần trong quá khứ xuất hiện chế độ "đồng quản trị", tương ứng, 1986-1988 xuất hiện vào năm 1993-1995 và 1997-2002. Sau khi nhiệm kỳ của tổng thống được rút ngắn vào năm 2002, cuộc bầu cử tổng thống đã diễn ra trước cuộc bầu cử quốc hội, làm giảm khả năng "đồng quản trị".

## Các tổng thống của Đệ Ngũ Cộng hòa
Nguyên thủ quốc gia Pháp (tiếng Pháp: Chef de l'État français) là ngôi vị của người đứng đầu Cộng hòa Pháp. Kế từ năm 1958, danh xưng Quốc trưởng (chef d'État) không xuất hiện trong các văn bản pháp luật, do nó từng là một danh xưng chính thức trong các thời kỳ Phục hoàng, Đế chế thứ hai và Chính phủ Vichy, mang ý nghĩa một chức vị chuyên chế hoặc ít tập trung quyền lực thực tế. Theo Hiến pháp của nền Đệ ngũ Cộng hòa, Nguyên thủ quốc gia Pháp có danh xưng chính thức là Tổng thống Cộng hòa Pháp (tiếng Pháp: Président de la République française) là một chức vị đứng đầu nhà nước và có thực quyền.
      Xã hội (PS)

      Trung dung (CD)

      Trung dung (EM)

      Cộng hòa (UDF)

      de Gaulle (UNR; UDR; RPR)

      de Gaulle mới (UMP)
| Tổng thống                         | Năm sinh - Năm mất | Từ                  | Đến                                                      | Đảng           |
| ---------------------------------- | ------------------ | ------------------- | -------------------------------------------------------- | -------------- |
| Charles de Gaulle                  | 1890–1970          | 8 tháng 1 năm 1959  | 28 tháng 4 năm 1969                                      | UNR sau đó UDR |
| Alain Poher (chủ tịch Thượng viện) | 1909–1996          | 28 tháng 4 năm 1969 | 15 tháng 6 năm 1969 (tạm thời sau khi De Gaulle từ chức) | PDM            |
| Georges Pompidou                   | 1911–1974          | 15 tháng 6 năm 1969 | 2 tháng 4 năm 1974 (mất khi đương nhiệm)                 | UDR            |
| Alain Poher (chủ tịch Thượng viện) | 1909–1996          | 2 tháng 4 năm 1974  | 19 tháng 5 năm 1974 (tạm thời sau khi Pampidou qua đời)  | PDM            |
| Valéry Giscard d'Estaing           | 1926–              | 19 tháng 5 năm 1974 | 10 tháng 5 năm 1981                                      | UDF            |
| François Mitterrand                | 1916–1996          | 10 tháng 5 năm 1981 | 17 tháng 5 năm 1995                                      | PS             |
| Jacques Chirac                     | 1932–2019          | 17 tháng 5 năm 1995 | 16 tháng 5 năm 2007                                      | RPR sau đó UMP |
| Nicolas Sarkozy                    | 1955–              | 16 tháng 5 năm 2007 | 16 tháng 5 năm 2012                                      | UMP            |
| François Hollande                  | 1954–              | 17 tháng 5 năm 2012 | 14 tháng 5 năm 2017                                      | PS             |
| Emmanuel Macron                    | 1977–              | 15 tháng 5 năm 2017 | đương nhiệm                                              | EM             |

## Các thủ tướng của Đệ Ngũ Cộng hòa
Đây là lần đầu tiên chức vụ được gọi là Thủ tướng Chính phủ, chứ không phải là Chủ tịch Hội đồng Bộ trưởng, thể hiện sự chia sẻ quyền lực với Tổng thống Cộng hòa, là nguyên thủ quốc gia không phải đứng đầu Chính phủ.
Đảng Chính trị:
      Không đảng phái

      Đảng Gaulle (UNR; UDR; RPR)

      Đảng Cộng hòa (Liên hiệp Dân chủ Pháp)

      Đảng Xã hội

      Đảng liên minh vì phong trào nhân dân
| # | #   | Chân dung                    | Tên                       | Nhiệm kỳ   | Nhiệm kỳ                                | Nhiệm kỳ  | Đảng Chính trị                                            | Cơ quan Lập pháp (Bầu cử)         | Tổng thống (Nhiệm kỳ) | Tổng thống (Nhiệm kỳ)                |
| - | --- | ---------------------------- | ------------------------- | ---------- | --------------------------------------- | --------- | --------------------------------------------------------- | --------------------------------- | --------------------- | ------------------------------------ |
|   | 149 |                              | Michel Debré              | •          | 8/1/1959                                | 14/4/1962 | Liên hiệp Cộng hòa mới UNR                                | I (1958)                          |                       | Charles de Gaulle (1959–1969)        |
|   | 150 |                              | Georges Pompidou          | 1          | 14/4/1962                               | 7/12/1962 | Liên hiệp Cộng hòa mới UNR                                | I (1958)                          |                       | Charles de Gaulle (1959–1969)        |
| 2 | 150 | 7/12/1962                    | Georges Pompidou          | 8/1/1966   | II (1962)                               |           | Liên hiệp Cộng hòa mới UNR                                |                                   |                       | Charles de Gaulle (1959–1969)        |
| 3 | 150 | 8/1/1966                     | Georges Pompidou          | 1/4/1967   | II (1962)                               |           | Liên hiệp Cộng hòa mới UNR                                |                                   |                       | Charles de Gaulle (1959–1969)        |
| 4 | 150 | 5/4/1967                     | Georges Pompidou          | 10/7/1968  | III (1967)                              |           | Liên hiệp Cộng hòa mới UNR                                |                                   |                       | Charles de Gaulle (1959–1969)        |
|   | 151 |                              | Maurice Couve de Murville | •          | 10/7/1968                               | 20/6/1969 | Liên hiệp Bảo vệ Cộng hòa UDR                             | IV (1968)                         |                       | Charles de Gaulle (1959–1969)        |
|   | 152 |                              | Jacques Chaban-Delmas     | •          | 20/6/1969                               | 6/7/1972  | Liên hiệp Dân chủ Cộng hòa UDR                            | IV (1968)                         |                       | Georges Pompidou (1969–1974)         |
|   | 153 |                              | Pierre Messmer            | 1          | 6/7/1972                                | 5/4/1973  | Liên hiệp Dân chủ Cộng hòa UDR                            | IV (1968)                         |                       | Georges Pompidou (1969–1974)         |
| 2 | 153 | 5/4/1973                     | Pierre Messmer            | 1/3/1974   | V (1973)                                |           | Liên hiệp Dân chủ Cộng hòa UDR                            |                                   |                       | Georges Pompidou (1969–1974)         |
| 3 | 153 | 1/3/1974                     | Pierre Messmer            | 27/5/1974  | V (1973)                                |           | Liên hiệp Dân chủ Cộng hòa UDR                            |                                   |                       | Georges Pompidou (1969–1974)         |
|   | 154 |                              | Jacques Chirac            | 1          | V (1973)                                | 27/5/1974 | 26/8/1976                                                 | Liên hiệp Dân chủ Cộng hòa UDR    |                       | Valéry Giscard d'Estaing (1974–1981) |
|   | 155 |                              | Raymond Barre             | 1          | V (1973)                                | 26/8/1976 | 29/3/1977                                                 | Không đảng phải (thân UDF)        |                       | Valéry Giscard d'Estaing (1974–1981) |
| 2 | 155 | 29/3/1977                    | Raymond Barre             | 31/3/1978  | V (1973)                                |           |                                                           | Không đảng phải (thân UDF)        |                       | Valéry Giscard d'Estaing (1974–1981) |
| 3 | 155 | 31/3/1978                    | Raymond Barre             | 21/5/1981  | VI (1978)                               |           |                                                           | Không đảng phải (thân UDF)        |                       | Valéry Giscard d'Estaing (1974–1981) |
|   | 156 |                              | Pierre Mauroy             | 1          | VI (1978)                               | 21/5/1981 | 23/6/1981                                                 | Đảng Xã hội PS                    |                       | François Mitterrand (1981–1995)      |
| 2 | 156 | 23/6/1981                    | Pierre Mauroy             | 23/3/1983  | VII (1981)                              |           |                                                           | Đảng Xã hội PS                    |                       | François Mitterrand (1981–1995)      |
| 3 | 156 | 23/3/1983                    | Pierre Mauroy             | 17/7/1984  | VII (1981)                              |           |                                                           | Đảng Xã hội PS                    |                       | François Mitterrand (1981–1995)      |
|   | 157 |                              | Laurent Fabius            | •          | VII (1981)                              | 17/7/1984 | 20/3/1986                                                 | Đảng Xã hội PS                    |                       | François Mitterrand (1981–1995)      |
|   | 158 |                              | Jacques Chirac            | 2          | 20/3/1986                               | 10/5/1988 | Tập hợp vì nền Cộng hòa RPR                               | VIII (1986)                       |                       | François Mitterrand (1981–1995)      |
|   | 159 |                              | Michel Rocard             | 1          | 10/5/1988                               | 22/6/1988 | Đảng Xã hội PS                                            | VIII (1986)                       |                       | François Mitterrand (1981–1995)      |
| 2 | 159 | 23/6/1988                    | Michel Rocard             | 15/5/1991  | IX (1988)                               |           | Đảng Xã hội PS                                            |                                   |                       | François Mitterrand (1981–1995)      |
|   | 160 |                              | Édith Cresson             | •          | IX (1988)                               | 15/5/1991 | 2/4/1992                                                  | Đảng Xã hội PS                    |                       | François Mitterrand (1981–1995)      |
|   | 161 | Tập tin:Pierre Beregovoy.jpg | Pierre Bérégovoy          | •          | IX (1988)                               | 2/4/1992  | 29/3/1993                                                 | Đảng Xã hội PS                    |                       | François Mitterrand (1981–1995)      |
|   | 162 |                              | Édouard Balladur          | •          | 29/3/1993                               | 18/5/1995 | Tập hợp vì nền Cộng hòa RPR                               | X (1993)                          |                       | François Mitterrand (1981–1995)      |
|   | 163 |                              | Alain Juppé               | 1          | 18/5/1995                               | 7/11/1995 | Tập hợp vì nền Cộng hòa RPR                               | X (1993)                          |                       | Jacques Chirac (1995–2007)           |
| 2 | 163 | 7/11/1995                    | Alain Juppé               | 3/6/1997   |                                         |           | Tập hợp vì nền Cộng hòa RPR                               | X (1993)                          |                       | Jacques Chirac (1995–2007)           |
|   | 164 |                              | Lionel Jospin             | •          | 3/6/1997                                | 6/5/2002  | Đảng Xã hội PS                                            | XI (1997)                         |                       | Jacques Chirac (1995–2007)           |
|   | 165 |                              | Jean-Pierre Raffarin      | 1          | 7/5/2002                                | 17/6/2002 | (Ban đầu Dân chủ Tự do) Liên hiệp Phong trào nhân dân UMP | XI (1997)                         |                       | Jacques Chirac (1995–2007)           |
| 2 | 165 | 17/6/2002                    | Jean-Pierre Raffarin      | 30/3/2004  | XII (2002)                              |           | (Ban đầu Dân chủ Tự do) Liên hiệp Phong trào nhân dân UMP |                                   |                       | Jacques Chirac (1995–2007)           |
| 3 | 165 | 31/3/2004                    | Jean-Pierre Raffarin      | 31/5/2005  | XII (2002)                              |           | (Ban đầu Dân chủ Tự do) Liên hiệp Phong trào nhân dân UMP |                                   |                       | Jacques Chirac (1995–2007)           |
|   | 166 |                              | Dominique de Villepin     | •          | XII (2002)                              | 31/5/2005 | 17/5/2007                                                 | Liên hiệp Phong trào nhân dân UMP |                       | Jacques Chirac (1995–2007)           |
|   | 167 |                              | François Fillon           | 1          | XII (2002)                              | 17/5/2007 | 18/6/2007                                                 | Liên hiệp Phong trào nhân dân UMP |                       | Nicolas Sarkozy (2007–2012)          |
| 2 | 167 | 19/6/2007                    | François Fillon           | 13/11/2010 | XIII (2007)                             |           |                                                           | Liên hiệp Phong trào nhân dân UMP |                       | Nicolas Sarkozy (2007–2012)          |
| 3 | 167 | 14/11/2010                   | François Fillon           | 16/5/2012  | XIII (2007)                             |           |                                                           | Liên hiệp Phong trào nhân dân UMP |                       | Nicolas Sarkozy (2007–2012)          |
|   | 168 |                              | Jean-Marc Ayrault         | 1          | XIII (2007)                             | 16/5/2012 | 18/6/2012                                                 | Đảng Xã hội PS                    |                       | François Hollande (2012–2017)        |
| 2 | 168 | 18/6/2012                    | Jean-Marc Ayrault         | 31/3/2014  | XIV ([[Bầu cử Lập pháp Pháp 2012\|2012) |           |                                                           | Đảng Xã hội PS                    |                       | François Hollande (2012–2017)        |
|   | 169 |                              | Manuel Valls              | •          | XIV ([[Bầu cử Lập pháp Pháp 2012\|2012) | 31/3/2014 | 6/12/2016                                                 | Đảng Xã hội PS                    |                       | François Hollande (2012–2017)        |
|   |     |                              |                           |            |                                         |           |                                                           |                                   |                       |                                      |